# Южный (городской округ город Барнаул)
Ю́жный — посёлок городского типа (рабочий посёлок) в Алтайском крае России. Входит в городской округ город Барнаул. Административно подчинён Южной поселковой администрации Центрального района города Барнаул.

## Физико-географическая характеристика
Географическое положение
Расположен в 11 км к югу от центра Барнаула. Соединен с ним Змеиногорским и Южным трактами, а также объездной дорогой (шоссе «Ленточный Бор»).
Площадь: 2,42 км².
Соседние населённые пункты: посёлки Цветы Алтая, Борзовая Заимка, Ягодное, Центральный, сёла Бельмесево, Лебяжье.

## История
Основан в 1959 году.
Передан в административное подчинение Барнаульскому горсовету в 1964 году.
В декабре 2003 года пгт (рабочий посёлок) Южный был упразднён как населённый пункт и включён в городскую черту Барнаула, но в июле 2005 года он был восстановлен как отдельный посёлок городского типа в категории рабочего посёлка.

## Население
| 1970    | 1979    | 2002    | 2010    | 2011    | 2012    |
| ------- | ------- | ------- | ------- | ------- | ------- |
| 16 350  | ↗21 421 | ↘19 669 | ↘19 233 | ↗19 292 | ↗19 614 |
| 2013    | 2014    | 2015    | 2016    | 2017    | 2018    |
| ↗19 893 | ↗20 079 | ↗20 126 | ↘20 028 | ↘19 964 | ↘19 799 |
| 2019    | 2020    | 2021    |         |         |         |
| ↘19 670 | ↗19 693 | ↘18 098 |         |         |         |

Южный — самый большой по численности населения рабочий посёлок в Алтайском крае.

## Экономика
Промышленность
Градообразующим предприятием является приборостроительный завод «Ротор».
Торговля и сфера услуг

Супермаркет Мария-Ра

Крупные игроки рынка представлены местными и федеральными торговыми сетями: «Мария-Ра», «Пятёрочка», «Магнит».
Основные площади объектов торговли: магазины и торговые центры «Маркет Южанин», ТЦ «Южный», «Валдай», Супермаркет «Мария-Ра».
В 2006 году компания «Мария-Ра» завершила строительство и ввела в эксплуатацию супермаркет (торговая площадь 2500 м²).
Сфера услуг посёлка — в основном, салоны красоты, парикмахерские, рекламные агентства, агентства недвижимости, охранные предприятия.
Транспорт
Южный — один из основных транспортных узлов Барнаула, рядом с посёлком проходит федеральная трасса А-322 , а также трасса местного значения Барнаул — Новороманово. Кроме того, рядом находится станция Ползуново Западно-Сибирской железной дороги.
Посёлок связан с городом, а также соседними населёнными пунктами общественным транспортом: автобусами и маршрутными такси.
Автомобильные магистрали, соединяющие Южный с остальной частью города:
- Змеиногорский тракт — основная магистраль, соединяющая посёлок с центром города;
- шоссе Ленточный Бор (объездная дорога на Павловский тракт);
- Лесной тракт ведёт на завод «Ротор» и в Борзовую Заимку;
- Южный тракт является выходом на Змеиногорский тракт и шоссе Ленточный Бор, а также соединяет посёлок, село Лебяжье и многочисленные садоводства.

## Связь

Расчётный центр Алтайского филиала ПАО «Сибирьтелеком»

В посёлке используются 6-значные телефонные номера, начинающиеся с цифр «67» и «68». Используется код Барнаула (3852).
Основной оператор стационарной связи «Ростелеком», имеющий в посёлке отдельное здание: расчётный центр. Он также оказывает услуги по подключению к сети Интернет по технологиям GPON и ADSL.
Также действуют интернет-провайдеры: «Дом.ru», «МТС», «Интелби».
Услуги электронной и обычной почты жителям посёлка оказывает отделение «Почты России» № 34 (ул. Чайковского, 16)
Услуги сотовой связи обеспечивают шесть федеральных операторов: «Билайн», «МТС», «МегаФон», «Скай Линк», Yota, «T2».

## Культура

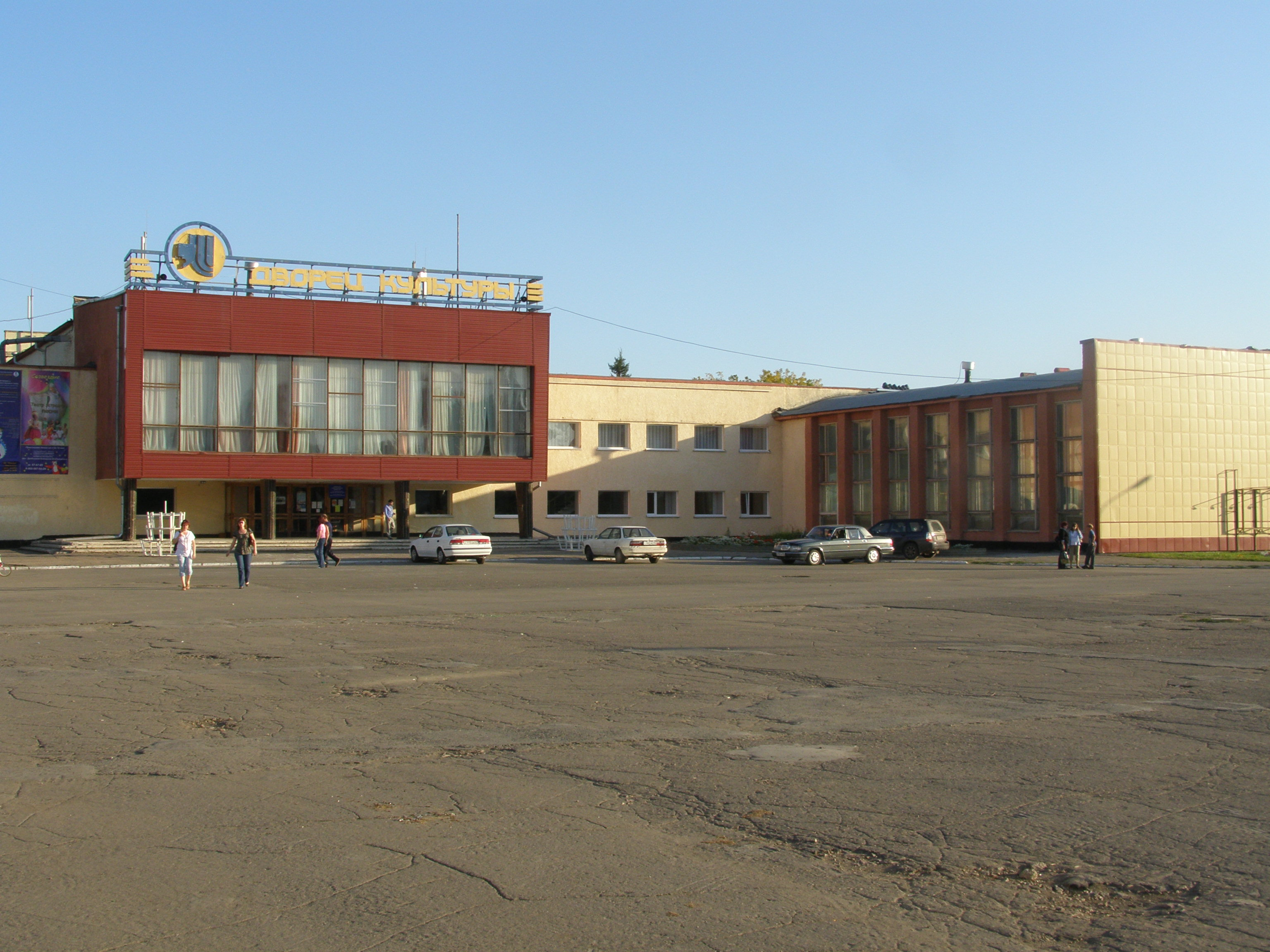
Дворец культуры «Южный»

На центральной площади посёлка расположен дворец культуры. Работает библиотека № 10 им. А. С. Пушкина и детская школа искусств № 4.

## Образование
Алтайский политехнический техникум (ул. Мусоргского, 38, Змеиногорский тракт, 120), ДЮСШ «Рубин», гимназия № 5 (ул. Чайковского, 31), средняя общеобразовательная школа № 63 (ул. Чайковского, 8), средняя общеобразовательная школа № 76 (ул. Чайковского, 22), специальная коррекционная школа-интернат № 1 (ул. Дзержинского, 9), 6 детских садов (№ 78 «Белочка», № 85 «Медвежонок», № 125 «Огонёк», № 132 «Ёлочка», № 167 «Веселинка», № 197 «Карусель»), центр детского творчества № 2.

## Спорт
В 1964 году открыт спорткомплекс «Рубин», который включает в себя: плавательный бассейн «Амфибия», стадион «Рубин» с футбольным полем, спортзал в ДК, игровые площадки, лыжную базу и детскую хоккейную площадку.
Бассейн «Амфибия» был построен в 1968 году при инициативе и поддержке завода «Ротор».
В 2006—2007 годах по инициативе компании «Мария-Ра» завершено строительство уникальной для Сибири 25-километровой лыжной трассы («Лыжня здоровья»), проходящей вдоль северной стороны периметра посёлка Южного. В летнее время трасса используется для велосипедных и пеших прогулок.
В 2007 году на базе школы № 76 была открыта ДЮСШ по лыжному спорту. Школа оснащена тренажёрным залом и стадионом с освещённой трассой. В 2007—2008 годах она становилась победителем лыжной эстафеты на приз газеты «Алтайская правда».

## Здравоохранение
КГБУЗ «Городская больница № 10»  (ул. Белинского, 2),
КГБУЗ «Детская туберкулёзная больница». (Лесосечная ул., 26)
Частные медицинские услуги представлены стоматологическими клиниками, аптеками, массажными кабинетами, спа-салоном. Также многопрофильный медицинский диагностический центр «Здравгород» (Кубанский проезд, 2а).

## Религия
В 1998 году на пожертвования населения в посёлке была построена церковь Петра и Павла.
В посёлке есть церковь Спасение евангельских христиан-баптистов.
•  Церковь Сергия Волчкова

## Улицы
Южный можно условно разделить на городскую и коттеджную часть. В городской части расположены улицы Белинского, Герцена, Дзержинского, Змеиногорский тракт, Куйбышева, Мусоргского и Чайковского. В коттеджной — Альпийская, Археологическая, Бородина, Донской проезд, Зоотехническая, Красных роз, Кубанский проезд, Лесосечная, Лисавенко, Новогодняя, Природная, Пшеничная, Памирская, Светлая, Саянская, Телецкая, Чуйская и Энергетическая.

## Радиовещание
69,11 МГц «Эхо Москвы»;
69,8 МГц Heart FM;
88,3 МГц «Дорожное радио»;
88,7 МГц «Милицейская волна» + местное вещание «Катунь FM»;
90,2 МГц «Радио Мир»;
90,7 МГц «Радио Искатель»;
91,1 МГц «Новое радио»;
100,6 МГц «Детское радио»;
101 МГц «Радио Маяк» + местное вещание ГТРК «Алтай»;
101,5 МГц «Вести FM» + местное вещание ГТРК «Алтай»;
101,9 МГц «Радио Шансон»;
102,4 МГц DFM;
102,9 МГц Comedy Radio;
103,4 МГц «Радио России» + местное вещание ГТРК «Алтай»;
103,9 МГц «Авторадио»;
104,4 МГц «Ретро FM»;
104,9 МГц «Европа Плюс»;
105,4 МГц «Русское радио»;
105,9 МГц Heart FM;
106,4 МГц «Наше радио»;
106,8 МГц «Радио Комсомольская правда»;
107,4 МГц «Радио Дача»;
107,9 МГц «Радио Звезда»;
Все радиостанции вещают из города Барнаула.

## Галерея

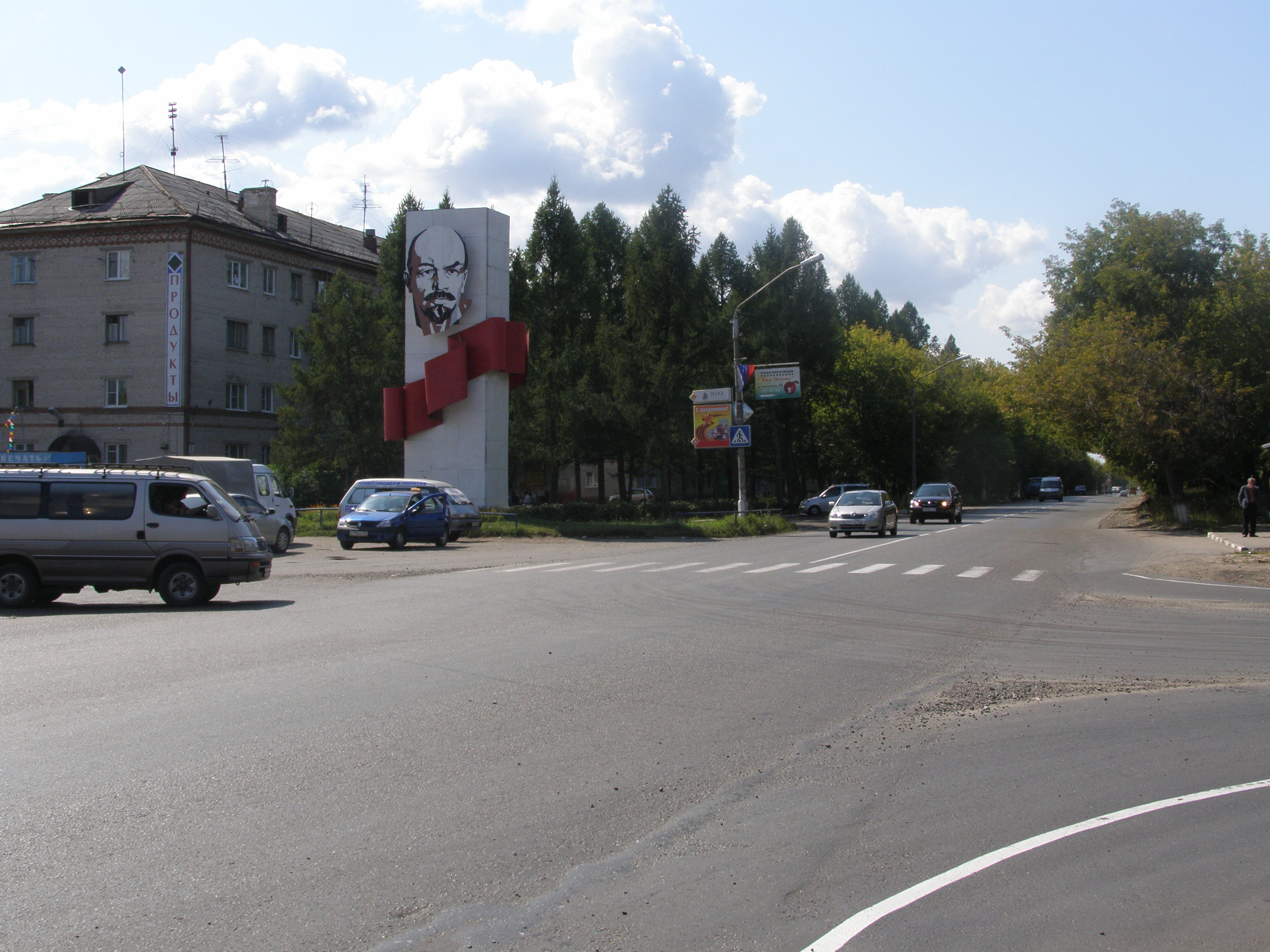
Въезд в п. Южный. Пересечение Южного тракта, Лесного тракта, ул. Герцена
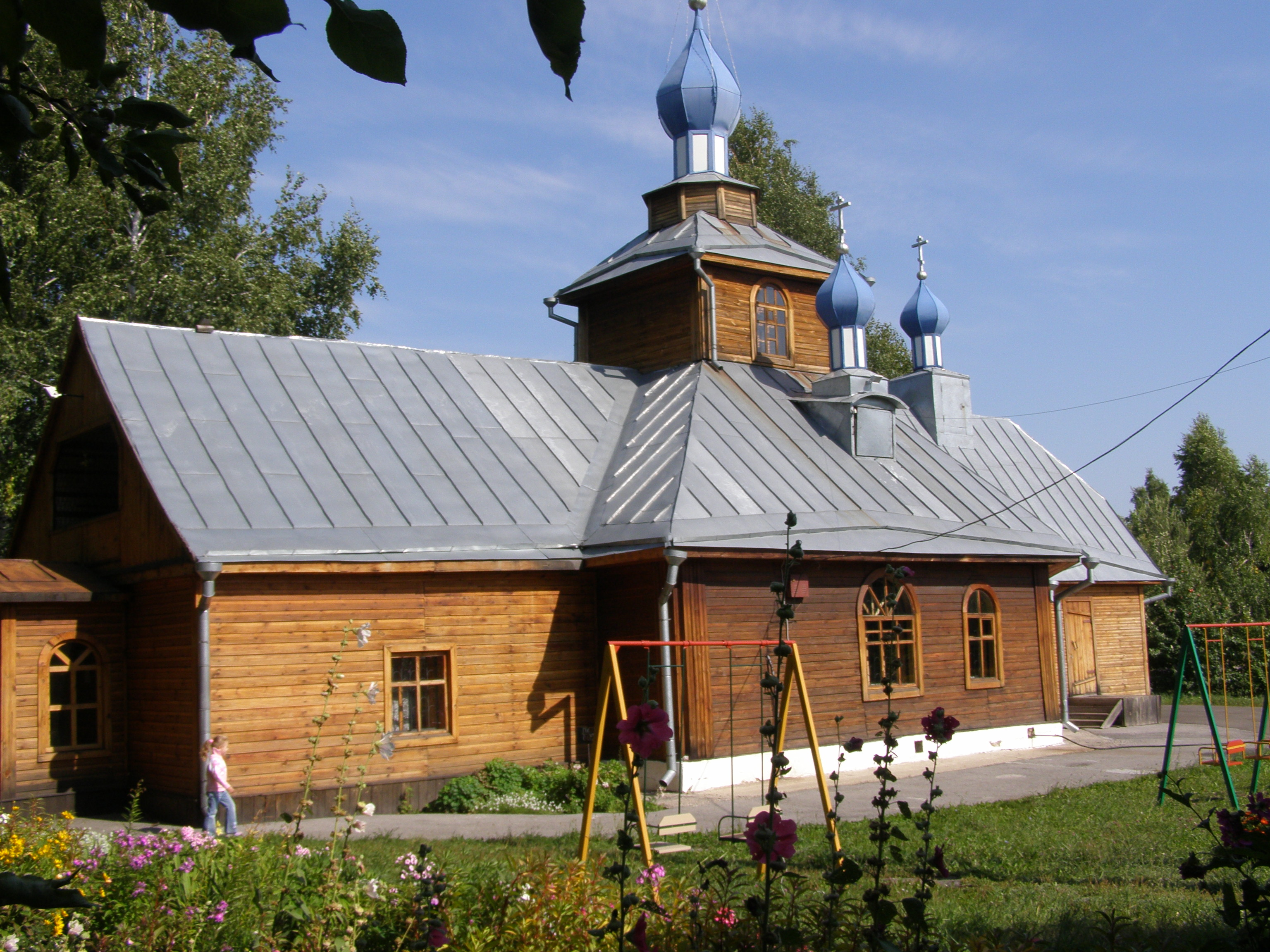
Церковь Петра и Павла (ул. Герцена,1)
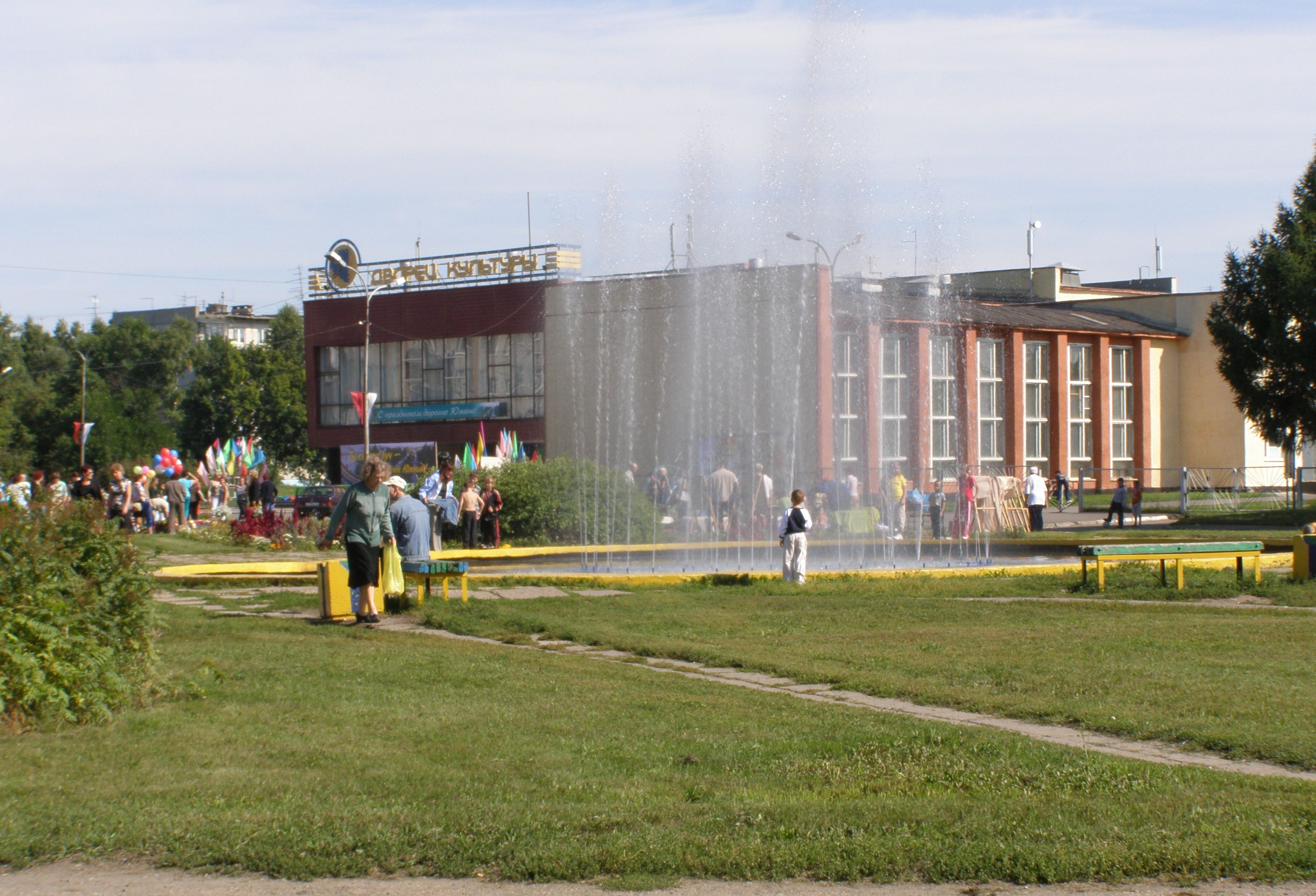
Дворец культуры. Вид на центральную площадь
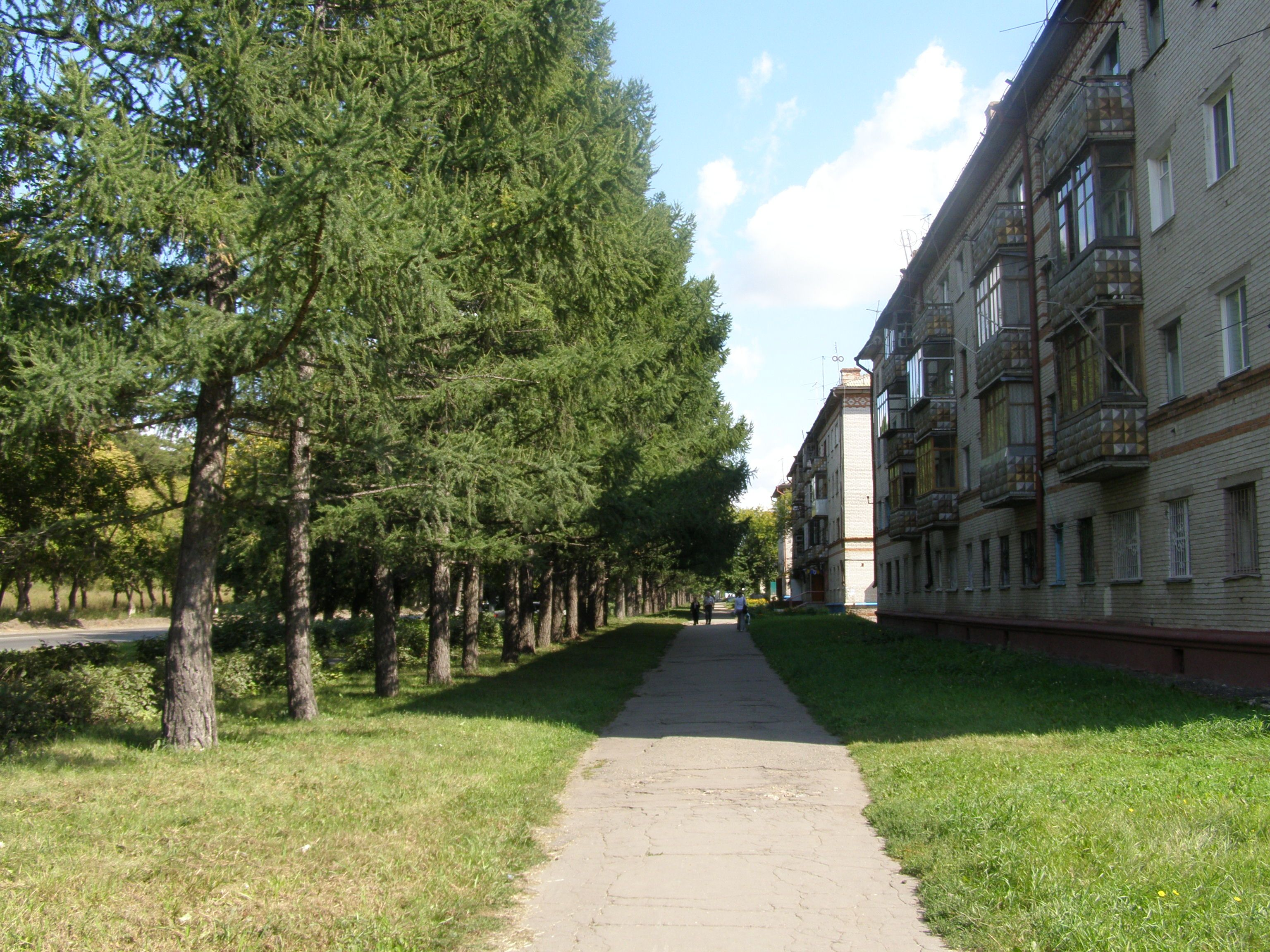
Типичные жилые здания посёлка  — хрущёвки на ул. Дзержинского